# 透色门
透色门（Percolozoa)是古虫界的一门，包括许多可以在变形虫、鞭毛虫、囊状形态之间切换的物种。